# James Jackson (politico)
James Jackson (Moretonhampstead, 21 settembre 1757 – Washington, 19 marzo 1806) è stato un politico e generale statunitense di origine britannica.
Fu un importante politico statunitense a cavallo tra XVIII e XIX secolo, e gli è intitolata la contea di Jackson.

## Biografia

### Origini
Nacque nel Devon nel 1757, da James Jackson e Mary Webber. Nel 1772 venne mandato dai genitori a studiare legge nelle Tredici Colonie, ospite di alcuni amici di Savannah, ma lo scoppio della rivoluzione americana lo indusse ad arruolarsi nella milizia della Georgia per combattere contro gli inglesi.
Sotto il generale Anthony Wayne partecipò alla presa di Savannah come difensore e alla successiva battaglia di Cowpens, per poi far parte dell'armata di liberazione della Georgia prendendo Augusta e riconquistando Savannah. Dopo la fine della guerra si sposò con Mary Charlotte Young (1767-1807), che gli diede quattro figli: William Henry (1786-1875), James Jr. (1788-?), Jabez Young (1790-?) e Joseph Webber (1796-1854).

### Carriera politica
Rientrato in Georgia e divenuto avvocato, si dedicò presto alla politica: nel 1788 venne eletto governatore della Georgia, ma rifiutò la carica per la brevità del mandato (allora con scadenza annuale) e preferì candidarsi al 1º Congresso degli Stati Uniti, in cui venne eletto l'anno successivo. Di temperamento focoso ed energetico, divenne uno dei principali oppositori della politica federalista di Alexander Hamilton, e si avvicinò molto a Thomas Jefferson, di cui divenne uno dei principali collaboratori.
Due anni dopo si ricandidò, ma venne sconfitto dal suo vecchio superiore Anthony Wayne; Jackson tuttavia non accettò la sconfitta, accusando l'avversario di brogli elettorali e portando il caso davanti al Congresso degli Stati Uniti, che tuttavia gli diede torto. Nonostante ciò Jackson riuscì comunque a farsi eleggere nel 1793 al Senato per un ulteriore mandato.

### Scandalo dello Yazoo
Nel 1795 scoppiò in Georgia lo scandalo dello Yazoo, un'enorme frode finanziaria che aveva visto coinvolti anche numerosi esponenti politici locali, fra cui il governatore George Mathews e il collega di Jackson al Senato, James Gunn. James Jackson divenne uno dei principali oppositori dello Yazoo Act, con cui gli speculatori spingevano per la compravendita delle terre ad ovest della Georgia, tanto da dimettersi dalla sua carica per rientrare nel proprio Stato e guidare una campagna mediatica e propagandistica di opposizione.
La campagna ebbe successo, portando alla caduta del federalista George Mathews e all'elezione del democratico-repubblicano Jared Irwin, che collaborò con Jackson nella stesura del Rescinding Act per annullare la legge precedente. In seguito ogni copia dello Yazoo Act venne distrutta (tranne una inviata in precedenza a George Washington), e lo stesso governatore Irwin ne bruciò un esemplare in pubblica piazza come atto dimostrativo.

### Governatore della Georgia
Nel 1796 fu uno dei grandi elettori per le elezioni presidenziali, che videro vincere per un risicato margine il capo dei federalisti John Adams. La popolarità di Jackson era allora immensa, e alla scadenza del mandato di Irwin nel 1798 venne subito eletto come nuovo governatore.
Come prima cosa si assicurò che la sostanza del Rescinding Act venisse integrata nella costituzione statale, per evitare che casi come quello dello Yazoo si ripetessero. Inoltre, sfruttando la compromissione dei federalisti locali con lo scandalo, creò una solida base democratico-repubblicana in Georgia, fondando circoli e quotidiani di riferimento in ogni principale città della regione.

### Ultimi anni e morte
Iniziato un secondo mandato da governatore, si dimise anticipatamente per poter ottenere un nuovo seggio al Senato. Continuò ad essere eletto in maniera continuativa fino al 1806, e usò il suo rapporto con Thomas Jefferson, nel frattempo diventato presidente, per contrastare gli ultimi tentativi degli speculatori di perpetrare la compravendita dello Yazoo.
Ammalatosi subito dopo la sua rielezione nel 1805, morì il 19 marzo 1806 a Washington al suo terzo mandato senatoriale consecutivo e quinto complessivo.